# Orientierungslauf-Weltmeisterschaften 1991
Die 14. Orientierungslauf-Weltmeisterschaften fanden vom 20. August bis 25. August 1991 in der Gegend um Marienbad (Mariánské Lázně) in der Tschechoslowakei statt.
Mit dem Kurzdistanzrennen wurde eine neue Disziplin eingeführt. Die Zahl der Medaillenentscheidungen erhöht sich somit von vier auf sechs.

## Herren

### Kurzdistanz
| Platz | Land | Athlet              | Zeit      |
| ----- | ---- | ------------------- | --------- |
| 1     | TCH  | Petr Kozák          | 29:20 min |
| 2     | SWE  | Kent Olsson         | 29:57 min |
| 3     | SWE  | Martin Johansson    | 30:17 min |
| 4     | SUI  | Christian Aebersold | 30:22 min |
| 5     | SWE  | Jörgen Mårtensson   | 30:33 min |
| 6     | SUI  | Urs Flühmann        | 30:34 min |
| 7     | SWE  | Niklas Löwegren     | 31:00 min |
| 8     | FIN  | Mika Kuisma         | 31:12 min |

Qualifikation: 21. August 1991

Ort: Mariánské Lázně
Finale: 21. August 1991

Ort: Karlovy Vary-Linhart

Länge: 5,8 km

Steigung: 200 m

Posten: 10

### Langdistanz
| Platz | Land | Athlet              | Zeit      |
| ----- | ---- | ------------------- | --------- |
| 1     | SWE  | Jörgen Mårtensson   | 1:49:25 h |
| 2     | SWE  | Kent Olsson         | 1:53:37 h |
| 3     | URS  | Sixten Sild         | 1:53:48 h |
| 4     | URS  | Wladimir Alexejew   | 1:54:09 h |
| 5     | SWE  | Håkan Eriksson      | 1:54:32 h |
| 6     | SUI  | Christian Aebersold | 1:54:45 h |
| 7     | NOR  | Håvard Tveite       | 1:55:10 h |
| 8     | TCH  | Josef Hubáček       | 1:56:09 h |

Finale: 23. August 1991

Ort: Mariánské Lázně-Rabštejn

Länge: 17,47 km

Steigung: 645 m

Posten: 25

### Staffel
| Platz | Land | Athleten                                                       | Zeit      |
| ----- | ---- | -------------------------------------------------------------- | --------- |
| 1     | SUI  | Thomas Bührer Alain Berger Urs Flühmann Christian Aebersold    | 4:42:38 h |
| 2     | NOR  | Petter Thoresen Bjørnar Valstad Rolf Vestre Håvard Tveite      | 4:43:00 h |
| 3     | FIN  | Reijo Mattinen Ari Anjala Mika Kuisma Keijo Parkkinen          | 4:44:19 h |
| 4     | SWE  | Martin Johansson Kent Olsson Jörgen Mårtensson Håkan Eriksson  | 4:46:14 h |
| 5     | URS  | Sixten Sild Aigars Leiboms Walerian Lukjanow Wladimir Alexejew | 4:48:03 h |
| 6     | TCH  | Tomáš Prokeš Josef Hubáček Jozef Pollák Jiří Hlaváč            | 4:56:19 h |
| 7     | GBR  | Richard Jones Stephen Palmer Martin Bagness Andy Kitchin       | 5:01:43 h |
| 8     | HUN  | Ferenc Viniczai Gábor Pavlovics Pál Horváth Zoltán Lantos      |           |

Datum: 25. August 1991

Ort: Karlovy Vary-Rajec

Länge: 11,3 bis 11,5 km pro Runde

Steigung: 430 bis 450 m

Posten: 19

## Damen

### Kurzdistanz
| Platz | Land | Athletin            | Zeit      |
| ----- | ---- | ------------------- | --------- |
| 1     | TCH  | Jana Cieslarová     | 32:09 min |
| 2     | TCH  | Ada Kuchařová       | 32:29 min |
| 3     | SWE  | Marita Skogum       | 32:41 min |
| 4     | SWE  | Christina Blomqvist | 32:59 min |
| 5     | HUN  | Katalin Oláh        | 33:10 min |
| 6     | TCH  | Marcela Kubátková   | 33:18 min |
| 7     | TCH  | Jana Galíková       | 33:24 min |
| 8     | FIN  | Marja-Liisa Portin  | 33:27 min |

Qualifikation: 21. August 1991

Ort: Mariánské Lázně
Finale: 21. August 1991

Ort: Karlovy Vary-Linhart

Länge: 5,0 km

Steigung: 170 m

Posten: 9

### Langdistanz
| Platz | Land | Athletin                | Zeit      |
| ----- | ---- | ----------------------- | --------- |
| 1     | HUN  | Katalin Oláh            | 1:19:52 h |
| 2     | SWE  | Christina Blomqvist     | 1:21:04 h |
| 3     | TCH  | Jana Galíková           | 1:21:18 h |
| 4     | TCH  | Jana Cieslarová         | 1:21:54 h |
| 5     | SWE  | Marita Skogum           | 1:22:15 h |
| 6     | NOR  | Ragnhild Bratberg       | 1:23:56 h |
| 7     | NOR  | Ragnhild Bente Andersen | 1:24:11 h |
| 8     | SWE  | Katarina Borg           | 1:27:05 h |

Finale: 23. August 1991

Ort: Mariánské Lázně-Rabštejn

Länge: 10,52 km

Steigung: 420 m

Posten: 16

### Staffel
| Platz | Land | Athletinnen                                                            | Zeit      |
| ----- | ---- | ---------------------------------------------------------------------- | --------- |
| 1     | SWE  | Arja Hannus Christina Blomqvist Marlena Jansson Marita Skogum          | 3:38:27 h |
| 2     | NOR  | Hanne Sandstad Heidi Arnesen Ragnhild Bratberg Ragnhild Bente Andersen | 3:40:20 h |
| 3     | TCH  | Marcela Kubátková Jana Galíková Ada Kuchařová Jana Cieslarová          | 3:43:29 h |
| 4     | HUN  | Andrea Horvath Reka Toth Ildiko Kovacs Katalin Oláh                    | 3:51:15 h |
| 5     | FIN  | Mari Lukkarinen Kirsi Tiira Eija Koskivaara Marja-Liisa Portin         | 3:59:47 h |
| 6     | SUI  | Ursula Oehy Sabrina Fesseler Vroni König Brigitte Wolf                 | 4:09:30 h |
| 7     | GER  | Kerstin Hellmann Heidrun Finke Frauke Schmitt Kerstin Stratz           | 4:11:34 h |
| 8     | GBR  | Claire Bolland Jenny James Jean Ramsden Yvette Hague                   | 4:11:46 h |

Datum: 25. August 1981

Ort: Karlovy Vary-Rajec

Länge: 7,2 bis 7,4 km pro Runde

Steigung: 270 m

Posten: 14

## Medaillenspiegel
| Platz | Land             | Gold | Silber | Bronze | Gesamt |
| ----- | ---------------- | ---- | ------ | ------ | ------ |
| 1     | Schweden         | 2    | 3      | 2      | 7      |
| 2     | Tschechoslowakei | 2    | 1      | 2      | 5      |
| 3     | Schweiz          | 1    | –      | –      | 1      |
| 3     | Ungarn           | 1    | –      | –      | 1      |
| 5     | Norwegen         | –    | 2      | –      | 2      |
| 6     | Sowjetunion      | –    | –      | 1      | 1      |
| 6     | Finnland         | –    | –      | 1      | 1      |